# Tribune Tower
La Tribune Tower est un gratte-ciel de la ville de Chicago, dans l'État de l'Illinois aux États-Unis, conçu dans le style néogothique par les architectes John Mead Howells et Raymond Hood du cabinet Howells & Hood. La tour est située au 435 Michigan Avenue sur le prestigieux Magnificent Mile, dans le district historique de Michigan–Wacker Historic District.
La Tribune Tower était le siège du journal Chicago Tribune, du Tribune Media, du Tribune Broadcasting et du Tribune Publishing. La WGN-TV et les bureaux de CNN à Chicago étaient également situés dans la tour, jusqu'à son déménagement au 303 Wacker Drive en juin 2018. La dernière émission de WGN Radio a été diffusée depuis la Tribune Tower le 18 juin 2018.
Le rez-de-chaussée abritait autrefois un grand restaurant appelé Howells & Hood (du nom de John Mead Howells et Raymond Hood, les architectes du bâtiment), aujourd'hui fermé, dont le patio donnait sur le Pioneer Court et la Michigan Avenue. La Tribune Tower originale a été construite en 1868, mais fut détruite par le Grand incendie de Chicago en 1871.
Sa construction fut achevée en 1925 et sa hauteur est de 141 mètres (151 mètres si on prend en compte son antenne). Avec ses sculptures de gargouilles et ses arcs-boutants qui rappellent le gothique flamboyant, il est l'un des édifices les plus emblématiques de la ville de Chicago. Elle est inspirée de la tour de Beurre de la cathédrale Notre-Dame de Rouen, mais aussi de la tour de croisée de l'église abbatiale Saint-Ouen dans la même ville. Depuis 1989, la Tribune Tower est un monument historique protégé au titre des Chicago Landmarks (CL) par la ville de Chicago.
La Tribune Tower fut issue d'une compétition architecturale organisée par la société d'édition Tribune Media en 1922 pour célébrer son 75e anniversaire et pour la construction de son nouveau siège. La récompense était un prix de 50 000 dollars. Le concours reçut plus 260 participations et marqua un tournant dans l'histoire architecturale des États-Unis.
Bien que le bâtiment ait conservé son nom de « Tribune Tower », sa fonction est aujourd'hui exclusivement résidentielle. En effet, depuis le départ du Tribune Media et la mise en vente du bâtiment, il fut reconverti en immeuble d'habitation principalement composé d'appartements de haut standing et de copropriétés avec espaces de détente, piscines et salles de fitness.

## Historique

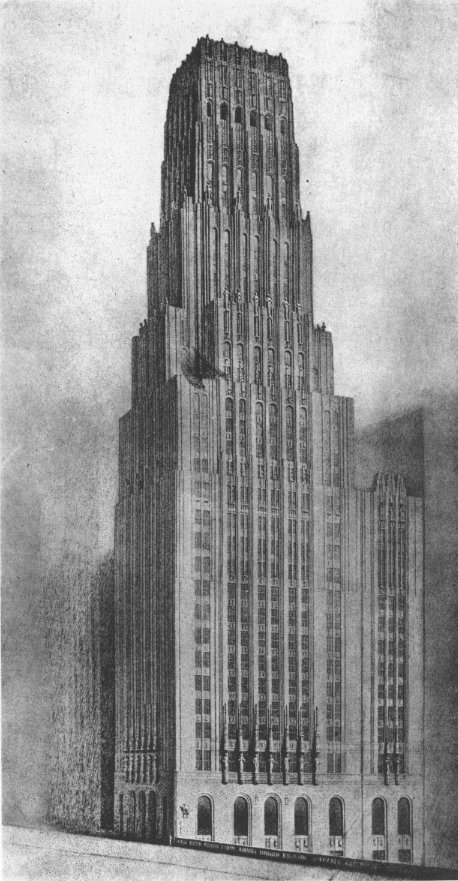
Croquis de la Tribune Tower dessiné par l'architecte finlandais Eliel Saarinen et présenté lors du concours organisé par la Tribune Media Company (1922).

En 1922, le Chicago Tribune organisa un concours international d'architecture intérieure et extérieure pour son nouveau siège social, à l'occasion de son 75e anniversaire. Le journal avait l'un des plus importants tirages au monde et il utilisa la compétition dans le but de susciter davantage d'intérêt et de publicité pour le bâtiment (et le journal). Le concours a brillamment fonctionné pendant des mois et les candidatures qui en ont résulté révèlent encore aujourd'hui un tournant unique dans l'histoire de l'architecture américaine. Plus de 260 projets ont été reçus.
Provenant de 23 pays, la plupart des conceptions émanaient des États-Unis et de l'Europe. La plupart des candidats américains ont compris la rentabilité du site et ont maximisé la quantité d'espace de bureaux à louer dans leurs projets. De nombreux projets européens, en revanche, ont sacrifié l'aspect pratique au profit de l'aspect général et du style architectural. L'architecte autrichien Adolf Loos, par exemple, a proposé une colonne dorique géante, qui pourrait être un jeu de mots sur les colonnes imprimées dans le journal. L'architecte italien Saverio Dioguardi a proposé un grand arc classique ressemblant à l'Arc de Triomphe de Paris.
Le choix final fut déterminé par un comité qui choisit la proposition des architectes new-yorkais Raymond Hood et de John Mead Howells. La tour choisie est d'un style néogothique flamboyant et la controverse éclata rapidement car le dessin fut jugé par certains comme trop ressemblant du style du Woolworth Building,,. Malgré ces critiques, la tour accueillit plusieurs milliers de visiteurs à son inauguration en 1925. La proposition arrivée en second, celle d'une tour dépouillée dessinée par Eliel Saarinen se révéla également très influente et inspira plusieurs bâtiments comme le 333 North Michigan de la firme d'architecture Holabird and Root et le Shell Building de l'architecte George William Kelham.

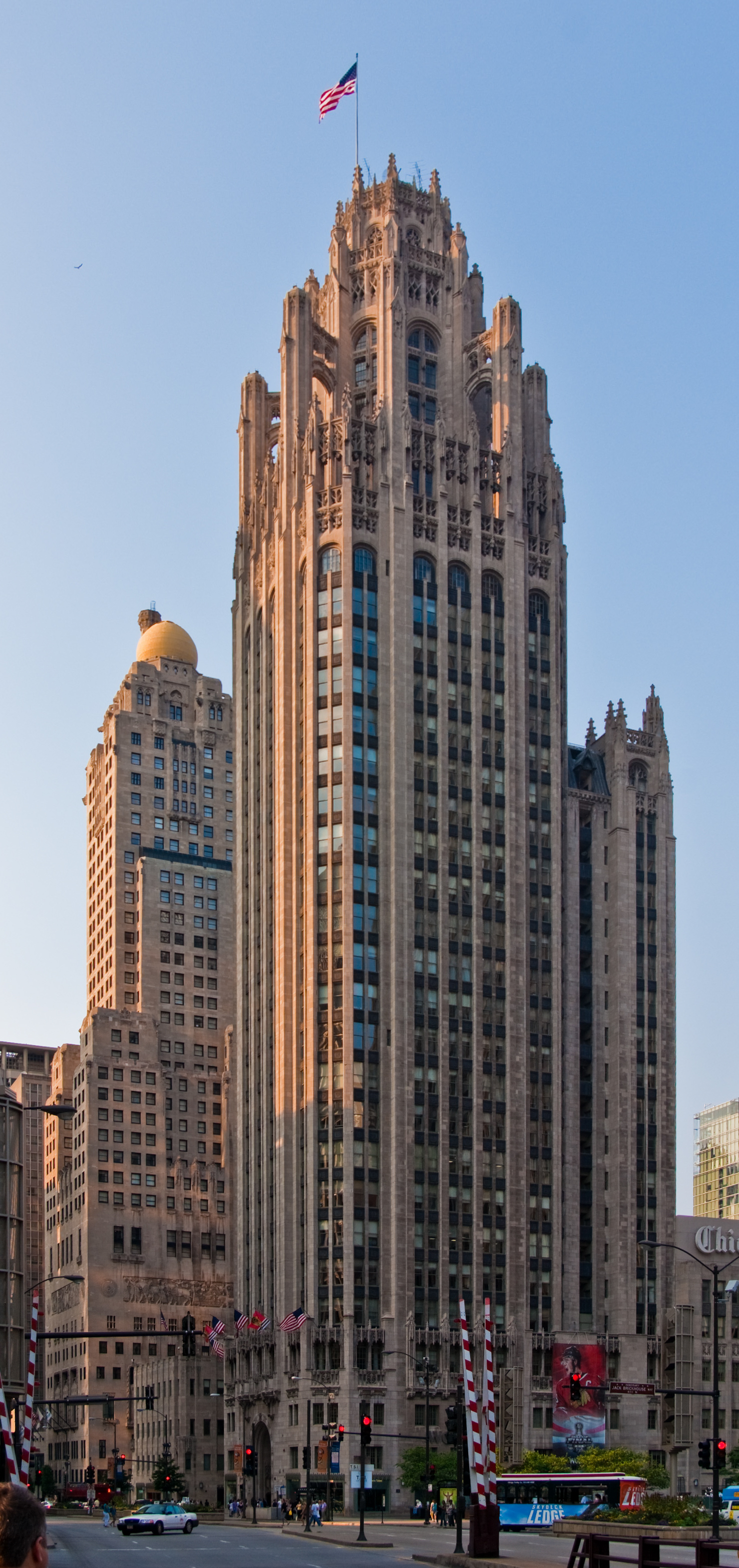
Finalement, c'est le projet de Raymond Hood et John Mead Howells qui sera retenu par le comité. La Tribune Tower et l'InterContinental Chicago Magnificent Mile en arrière plan vus depuis le pont de Michigan Avenue (2009).

Le projet de Raymond Hood et de John Mead Howells est celui que beaucoup considèrent comme le meilleur, celui de l'architecte finlandais Eliel Saarinen, arrive néanmoins en deuxième position et reçoit 20 000 dollars. De nombreux architectes, dont Louis Sullivan et Thomas Tallmadge, ont reconnu que le projet de Saarinen était particulièrement remarquable, évoquant l'esprit vertical du gothique sans se référer littéralement aux précédents, et ont considéré la suggestion de Hood et Howells comme la victoire décevante du concours sur l'innovation. Saarinen a fortement influencé la génération suivante de gratte-ciel, notamment les travaux ultérieurs de Hood sur le McGraw-Hill Building, l'American Radiator Building et le Rockefeller Center,. À Chicago, le 181 West Madison Street, conçu par l'architecte argentin César Pelli, est également considéré comme étant inspiré par le projet de Saarinen.
Certains critiques espéraient que le projet gagnant propulserait par son innovation l'architecture américaine vers l'avenir, cependant le projet de Hood et Howells fit appel au sens de la nostalgie, de l'histoire et de l'objectif moral des propriétaires de journaux.
Le concours de la Tribune Tower exprimait également l'état de l'architecture en Europe au début des années 1920, alors que le traumatisme de la Première Guerre mondiale avait conduit certains architectes à rejeter le revivalisme et à dépouiller leurs bâtiments de toute décoration historique, trouvant sens et beauté dans la forme pure. Peu d'architectes d'avant-garde en Europe ont eu l'occasion de traduire leurs idées en forme construite, étant donné les réalités économiques et la dévastation de la période d'après-guerre.
Par conséquent, tous les jeunes concepteurs, en particulier en Allemagne, ont accueilli favorablement le concours de la Tribune, notamment Walter Gropius, Bruno Taut, Adolf Loos et Ludwig Hilberseimer - des hommes qui allaient dominer la profession d'architecte après la Seconde Guerre mondiale. Les œuvres qu'ils ont présentées au concours donnent un aperçu clair de la pensée des individus et des mouvements artistiques à ce moment critique. Ces projets, qui ont fait l'objet d'une grande publicité, ont servi de point de référence dans l'histoire, un moment qui présentait de multiples possibilités de conception et annonçait une révolution architecturale à venir.
Des documents d'archives concernant le déroulement du concours ainsi que des plans d'origine du bâtiment sont conservés par le département des archives des bibliothèques Ryerson et Burnham de l'Art Institute of Chicago.

## Architecture

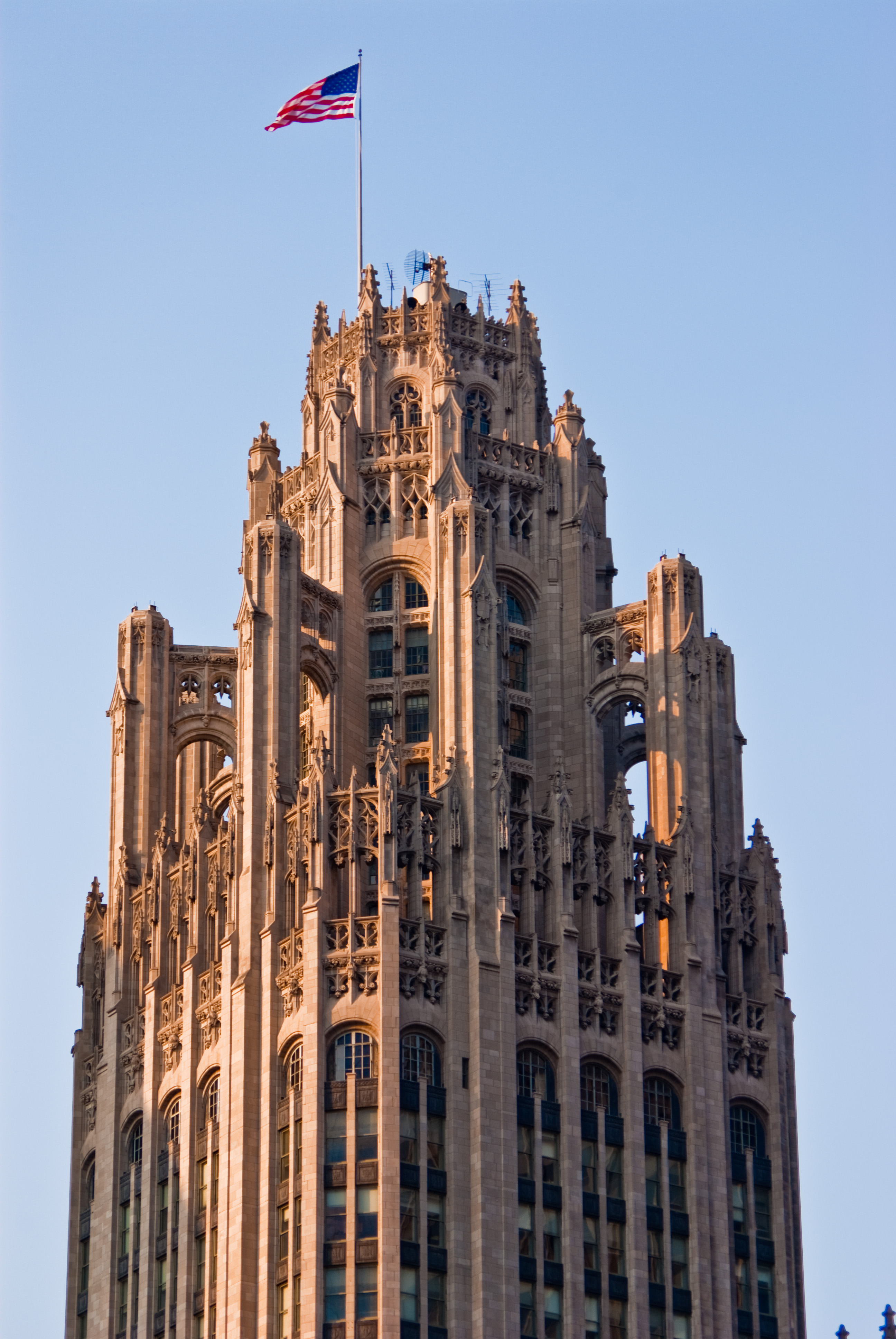
Détails des arcs-boutants et du sommet octogonal de la tour.

En 1922, le premier prix du concours organisé par la société d'édition Tribune Media fut remporté par une tour de style néogothique conçue par les architectes new-yorkais John Mead Howells et Raymond Hood comportant des arcs-boutants au sommet. Comme pour la plupart des projets de Hood, les sculptures et les décorations furent exécutées par René Paul Chambellan. La construction de la Tribune Tower s'est achevée en 1925 et sa hauteur atteint les 141 mètres. Le bloc de bureaux inférieur est revêtu de calcaire de l'Indiana (également connu sous le nom de calcaire de Bedford dans le secteur du bâtiment - est un matériau de construction utilisé en particulier pour les structures publiques monumentales), avec des piliers verticaux et des tympans horizontaux caractéristiques de l'Art déco.
De fait, le style gothique représenté dans ce bâtiment par ses flèches, ses arcs-boutants et son sommet octogonal permet d'amplifier la verticalité. Ce faisant, Hood et Howells empruntent la même méthode utilisée par les architectes des églises gothiques du Moyen Âge en essayant eux aussi d'atteindre le ciel le plus possible puisque la particularité de l'architecture gothique est de donner une plus grande illusion de verticalité. Le couronnement du bâtiment rappelle certaines tours d'églises européennes médiévales de style gothique flamboyant. Il s'inspire du sommet de la Tour de Beurre de la cathédrale Notre-Dame de Rouen et de la tour de croisée de l'église abbatiale Saint-Ouen située dans la même ville. Les arcs-boutants ornés qui entourent le sommet de la tour sont particulièrement visibles lorsque la tour est éclairée la nuit.
Située juste au nord de la rivière Chicago, la Tribune Tower se trouve à l'un des carrefours les plus importants de Chicago sur le plan architectural. Elle est l'un des cinq gratte-ciel historiques situés dans cette zone du district historique de Michigan–Wacker Historic District : le Wrigley Building d'inspiration de la Renaissance française (1924, Graham, Anderson, Probst & White), le London Guarantee Building (1923, Alfred Altschuler), le 333 North Michigan (1928, Holabird and Root) et l'InterContinental Chicago Magnificent Mile de style néo-mauresque (1929, Walter W. Ahlschlager). L'InterContinental Chicago Magnificent Mile, situé juste au nord, est protégé au titre des Historic Hotels of America.
La Tribune Tower a été classée Chicago Landmark en 1989 par la Commission on Chicago Landmarks (CCL) de la ville de Chicago. La Tribune Tower a été restaurée dans les années 1990. En 2016, le bâtiment a été vendu au promoteur CIM Group, basé à Los Angeles, qui prévoit de transformer la tour et ses bâtiments adjacents en un réaménagement à usage mixte. Le départ des bureaux des médias de la Tribune Media Company marque la fin d'une époque, mais le concours de la Tribune Tower reste un épisode clé de l'histoire de l'architecture dans la première moitié du XXe siècle.

### Ornements

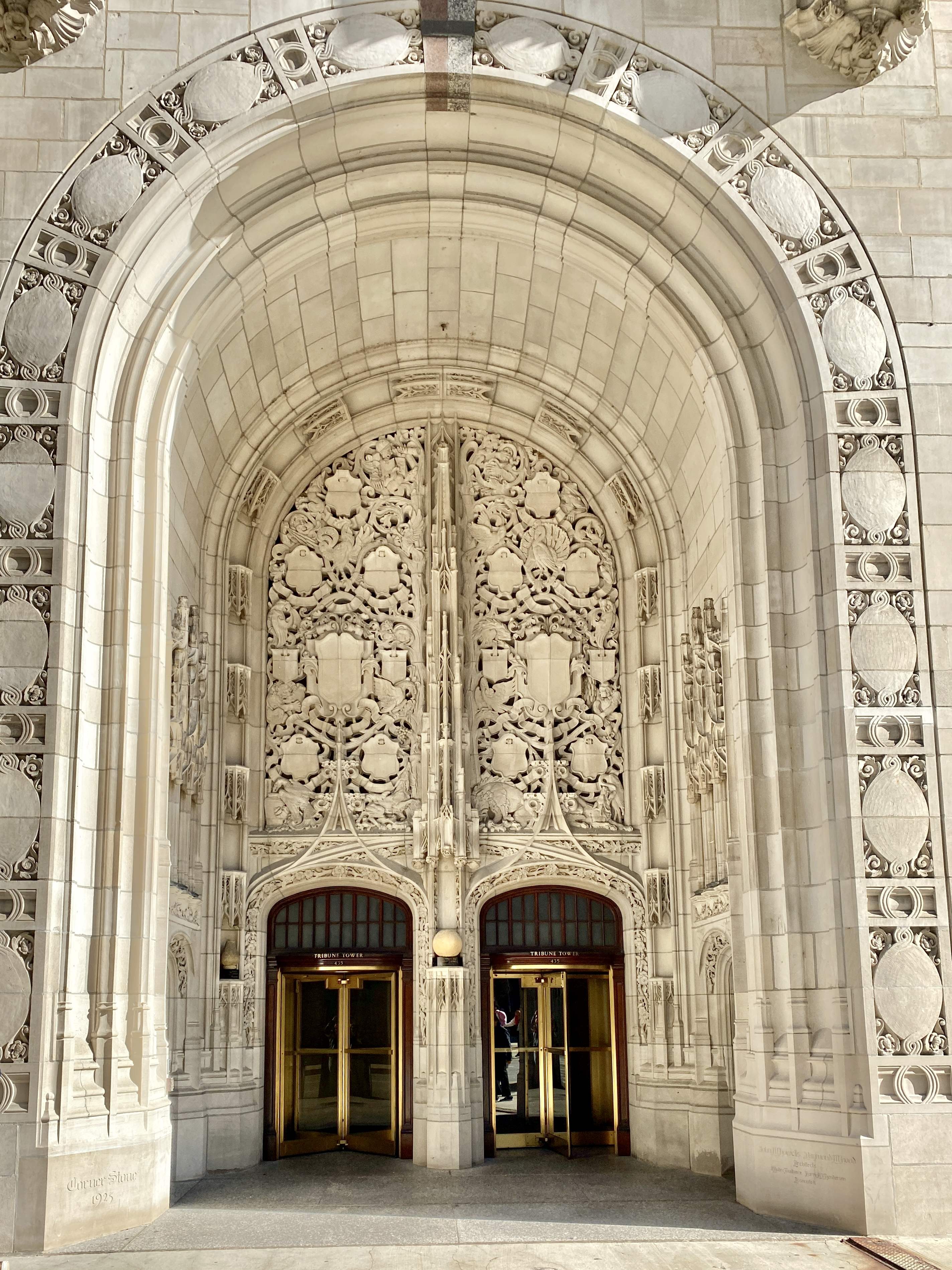
Détails des sculptures de l'entrée principale (côté Michigan Avenue).

Le sculpteur français René Paul Chambellan a apporté ses talents à l'ornementation du bâtiment, notamment en sculptant des fleurs de lys, des gargouilles et des fleurons.
Au-dessus de l'entrée principale, formant une voûte en granit gris et rose (côté ouest du bâtiment sur Michigan Avenue), se trouve une sculpture monumentale en pierre représentant des personnages des fables d'Ésope, des animaux (tels que des aigles, des loups, des serpents, des singes et des coqs…), des feuilles d'acanthe, des volutes et des rubans,. Des grotesques se trouvent sous les fenêtres du quatrième étage, là où se trouve la salle de presse. Le mur de l'entrée du bâtiment est connu sous le nom de « Hall des inscriptions » (Hall of Inscriptions) et présente des gravures de citations célèbres du poète et pamphlétaire John Milton et de personnalités telles que Benjamin Franklin, Voltaire, Thomas Jefferson et James Madison louant et exaltant la liberté d'expression et la liberté de la presse,. Des expressions célèbres et des termes employés par Abraham Lincoln, Arthur Miller et Thurgood Marshall sont gravés sur les murs du hall de Nathan Hale (The Nathan Hale Lobby).
Par ailleurs, parmi les gargouilles de la Tribune Tower, on trouve celle représentant une grenouille. Cette pièce a été créée par René Chambellan pour se représenter lui-même, ironiquement, car il est d'origine française. René Chambellan a travaillé sur d'autres projets avec Raymond Hood, notamment sur l'American Radiator Building et le Rockefeller Center à New York.
Chaque année depuis 2011, la Tribune Tower participe à l'événement Open House Chicago organisé par la Chicago Architecture Foundation (une association à but non lucratif qui s'investit dans l'éducation et l'information du public en matière d'architecture et de design). Cet événement annuel permet aux touristes et aux résidents de Chicago de visiter gratuitement l'intérieur du bâtiment,,.

### Fragments

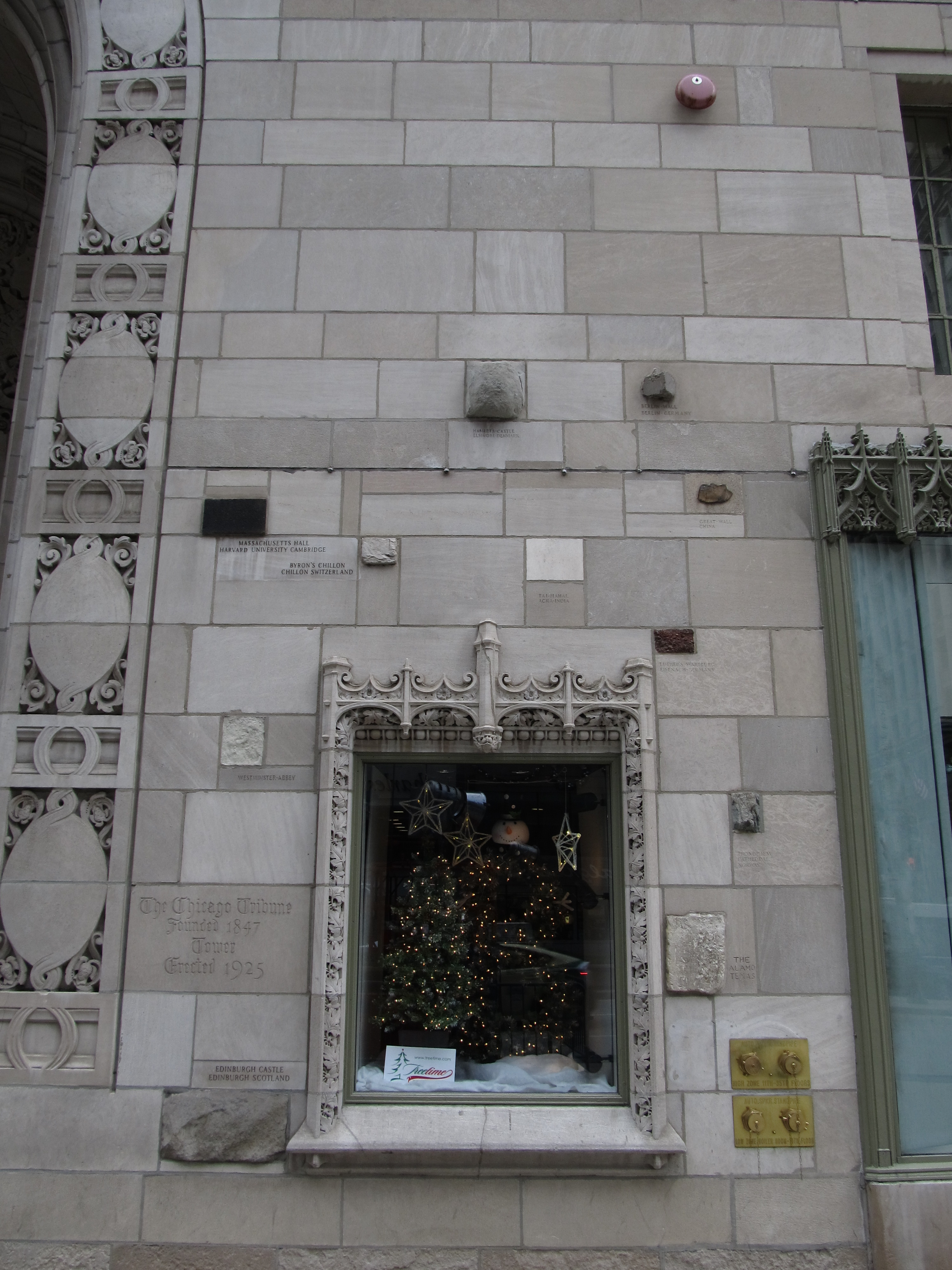
Quelques exemples de fragments qui ornent le mur. Tous issus de monuments et de sites célèbres.

La tour comporte des sculptures représentant Robin des Bois (Robin Hood) et un chien hurlant (howling dog ou « howells ») près de l'entrée principale en l'honneur des architectes. Avant la construction de la Tribune Tower, les correspondants du Chicago Tribune ont rapporté diverses pierres provenant de sites historiques, de monuments et de champs de bataille importants aux quatre coins du monde sur demande du colonel McCormick, petit-fils du fondateur du Chicago Tribune et ancien maire de Chicago Joseph Medill. Nombre de ces pierres ont été incorporées à la base de la tour accompagnées d'une légende indiquant leur provenance.
On y trouve entre autres des pierres et des fragments en provenance de la cathédrale de Trondheim, du Taj Mahal, du Parthénon, du palais de Westminster, de la Cité interdite, de la Tour de Beurre de la cathédrale Notre-Dame de Rouen, de la cathédrale Notre-Dame de Paris, de l'arc de triomphe de l'Étoile, de la Grande Muraille de Chine, du Kremlin, du monument de Bunker Hill, de la Tombe de Lincoln, du château d'Édimbourg, de la Maison-Blanche, de la basilique Saint-Pierre de Rome, de l'opéra de Sydney et du Comiskey Park (ancien stade de baseball et « fief » de l'équipe professionnelle des White Sox de Chicago) pour ne citer qu'eux. La plupart d'entre elles représentent un contexte historique ou un fait marquant, d'autres représentent un contexte politique ou social, comme la pierre du mur de Berlin. Le fragment de colonne du château du Wawel, situé dans sa propre niche au-dessus du coin supérieur gauche de l'entrée principale, est un hommage visuel en l'honneur de l'importante population d'origine polonaise vivant à Chicago (depuis le début du XXe siècle, la ville accueille la plus importante communauté polonaise dans le monde en dehors de la république de Pologne). Au total, 149 fragments ornent la façade du bâtiment.
En 1999, lors de la célébration du 30e anniversaire de la mission Apollo 11, l'astronaute Buzz Aldrin a présenté une roche lunaire (sur les 22 kg ramenés de la Lune lors de la mission) qui a été exposée dans une vitrine de la boutique de souvenirs de la Tribune Tower (cette dernière n'a pu être ajoutée au bâtiment car la NASA est propriétaire de toutes les roches lunaires et celle-ci fut simplement prêtée au Tribune). Une pièce métallique provenant d'une des deux tours du World Trade Center (toutes deux détruites à la suite des attentats du 11 septembre 2001) a été ajoutée au bâtiment.
Le 11 avril 2006, le musée McCormick Tribune Freedom Museum a ouvert ses portes sur deux étages du bâtiment.

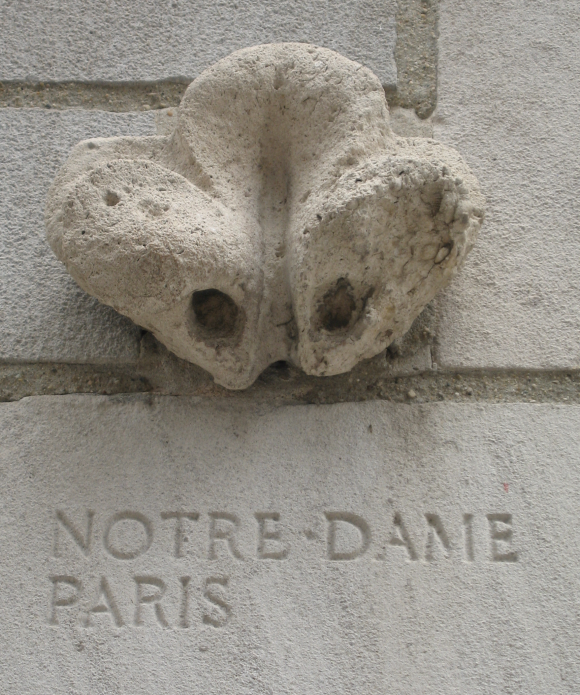
Morceau de la cathédrale Notre-Dame de Paris.
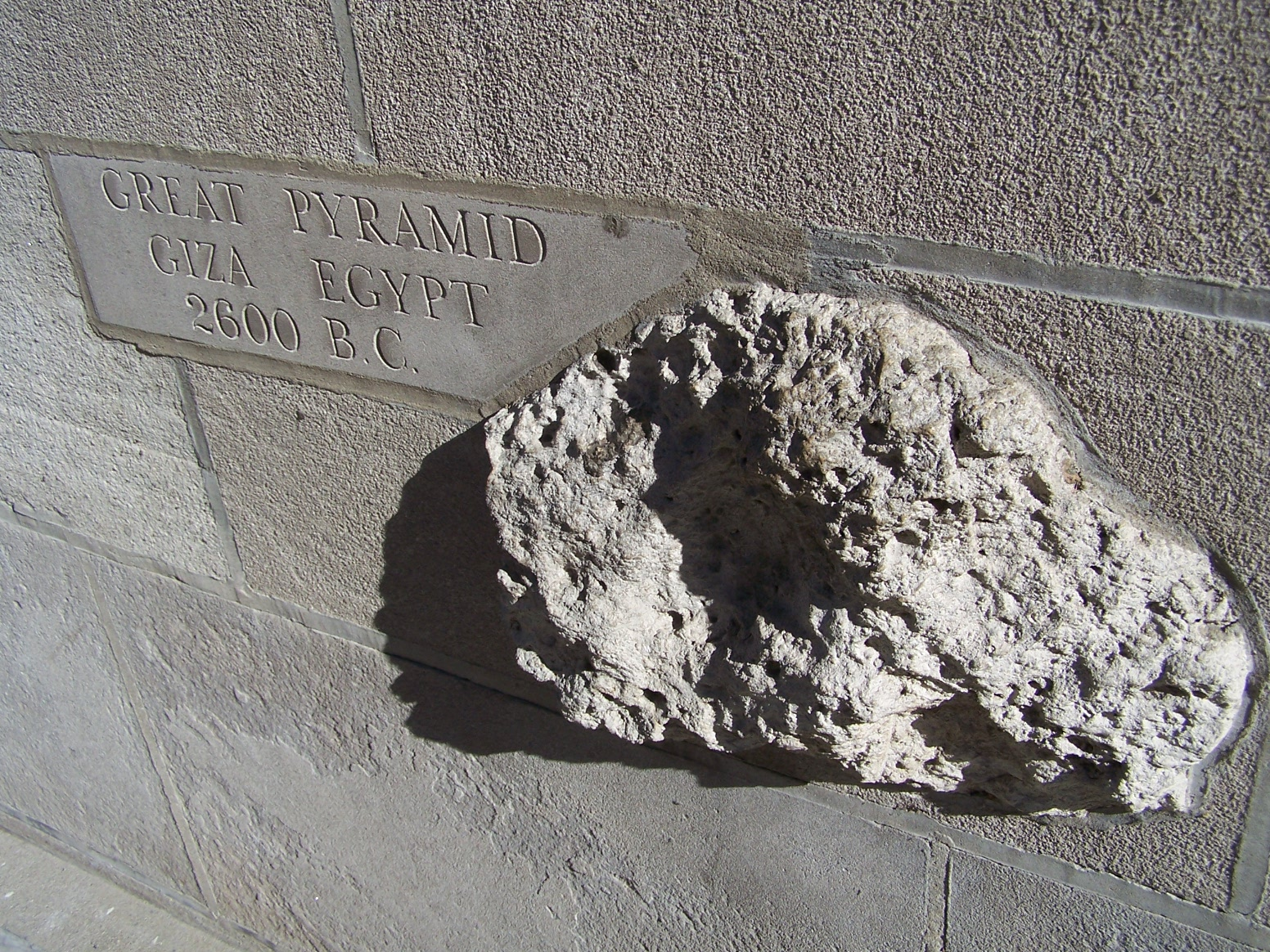
Morceau de la pyramide de Khéops.
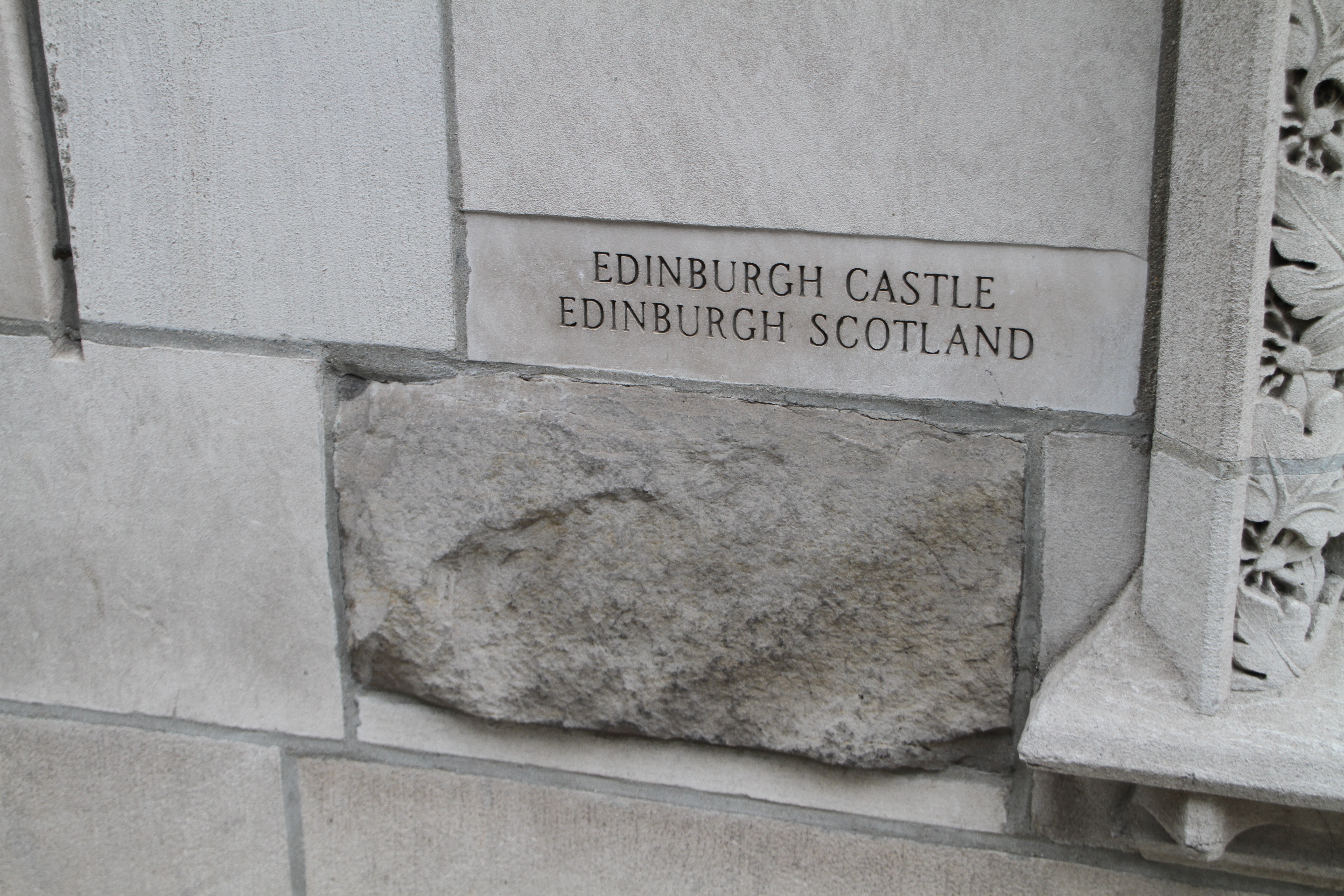
Morceau du château d'Édimbourg.
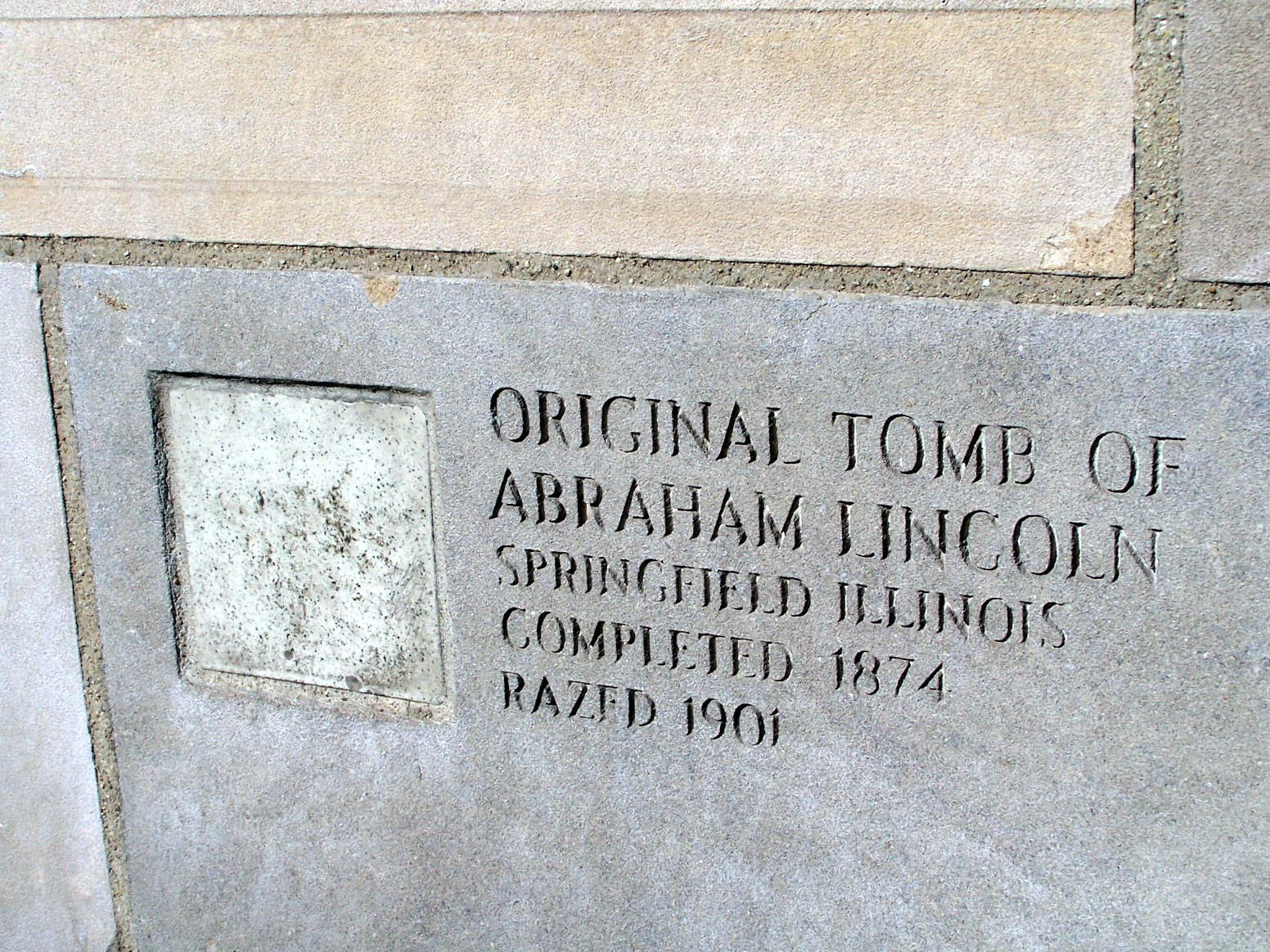
Morceau de la Tombe de Lincoln.
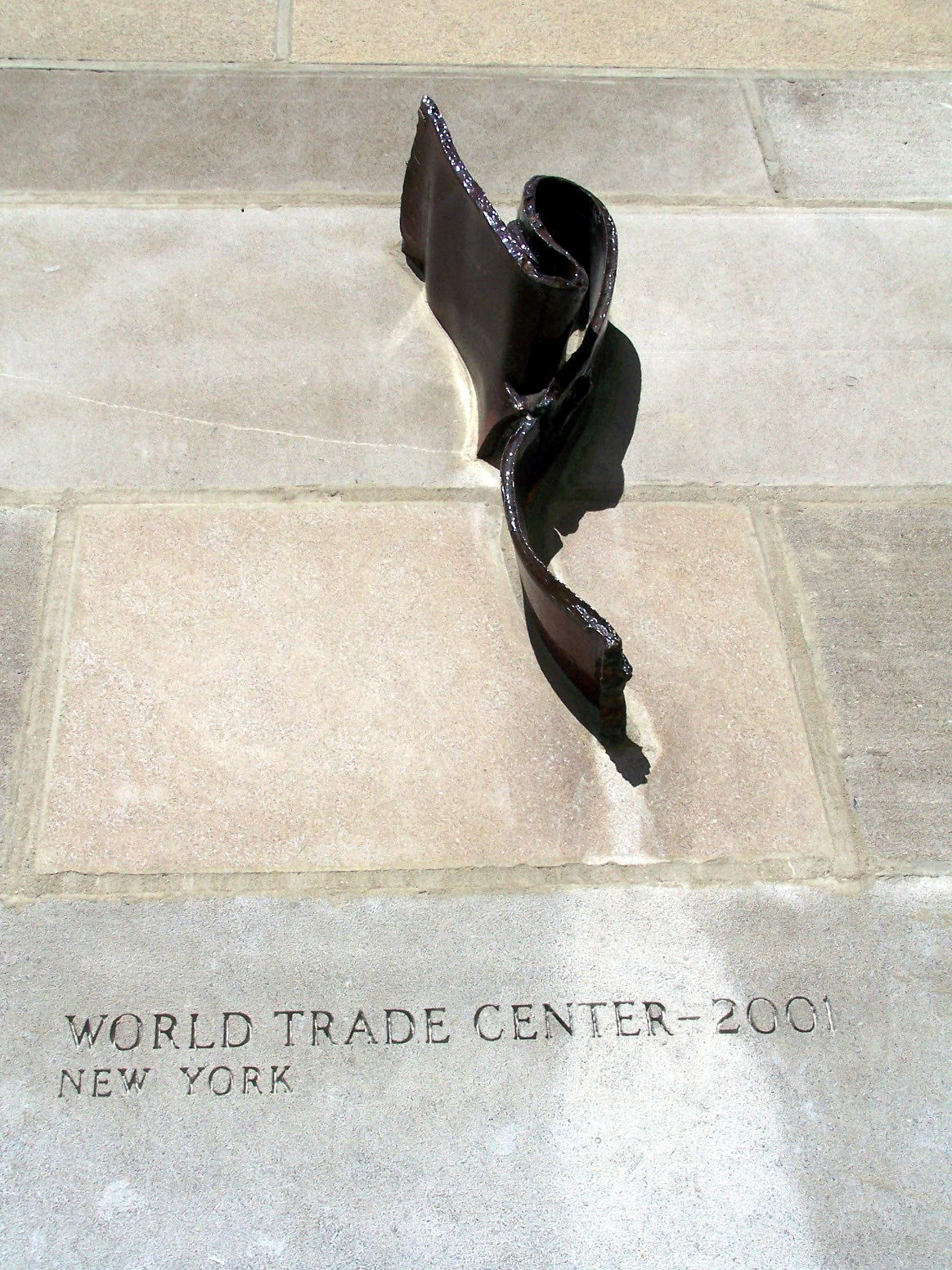
Fragment du World Trade Center.
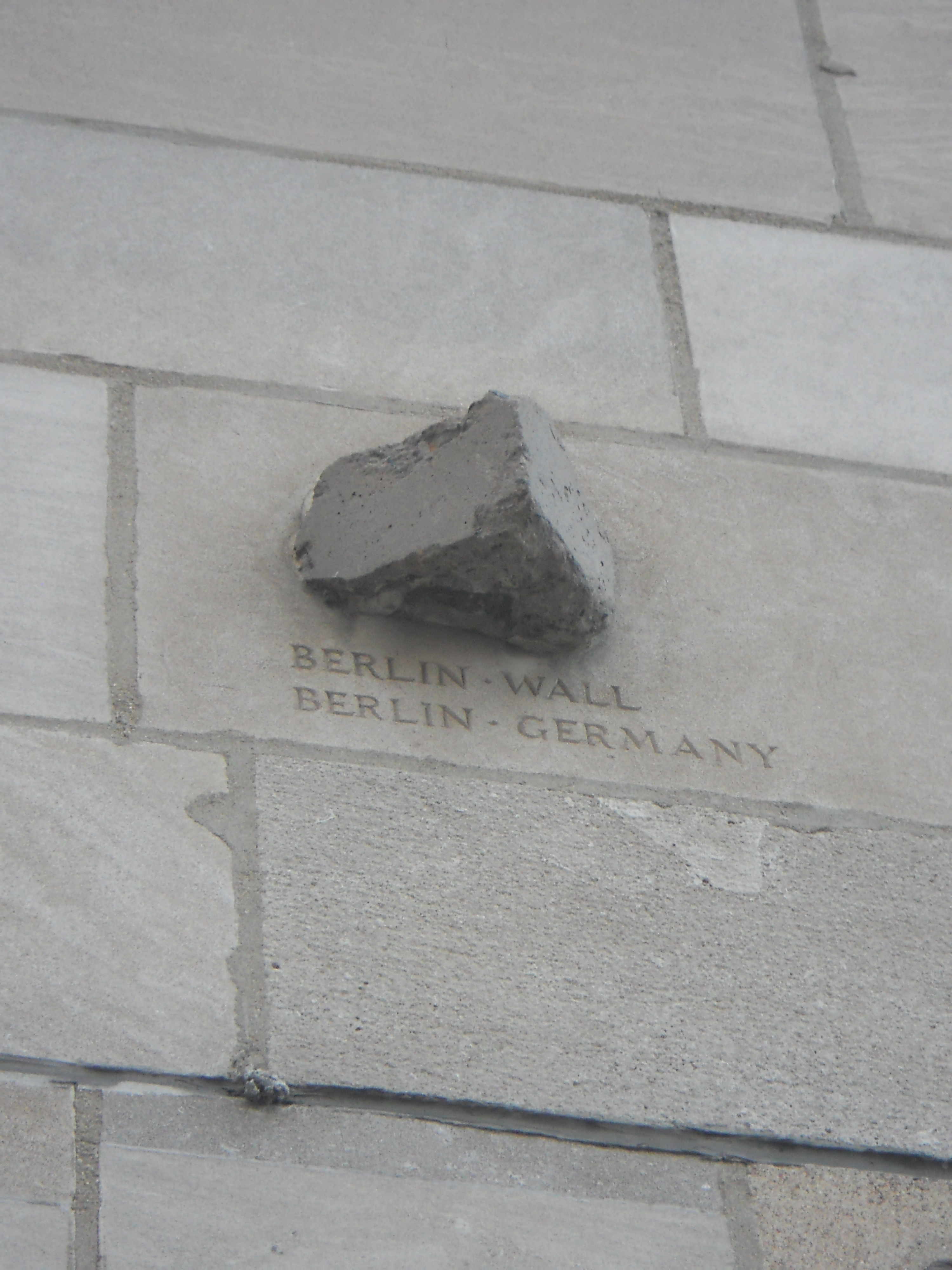
Morceau du mur de Berlin.
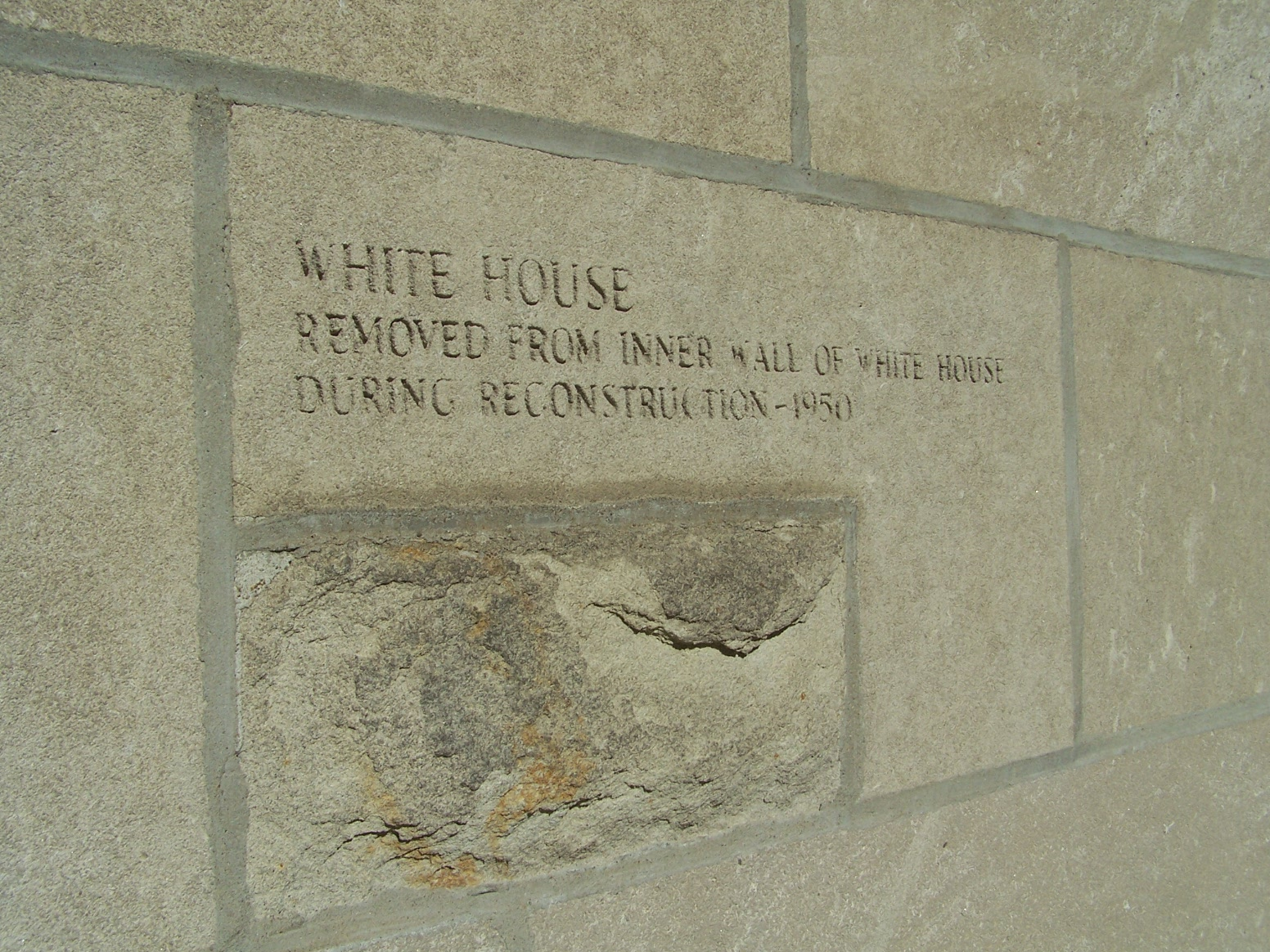
Morceau de la Maison-Blanche.
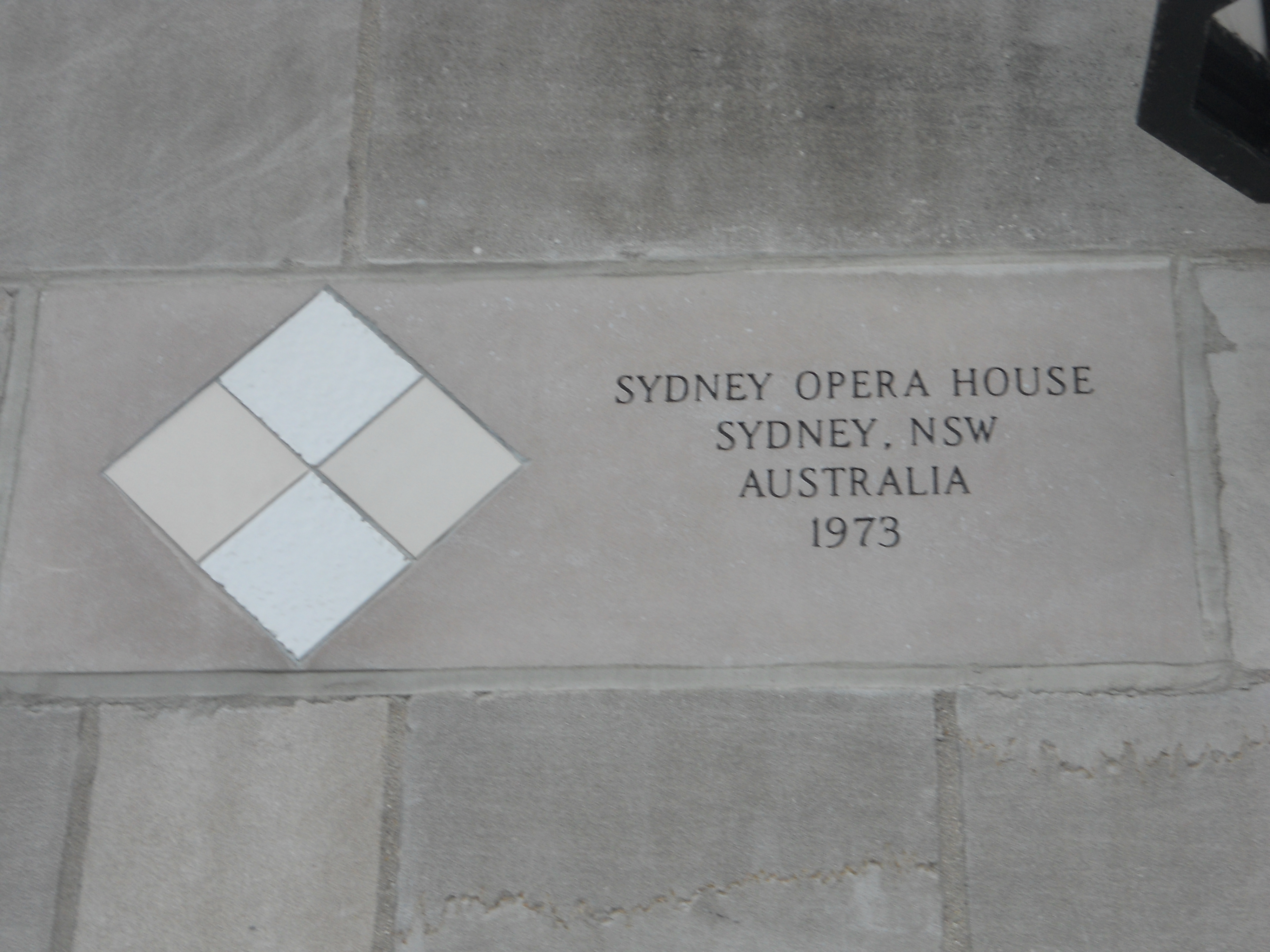
Morceau de l'opéra de Sydney.
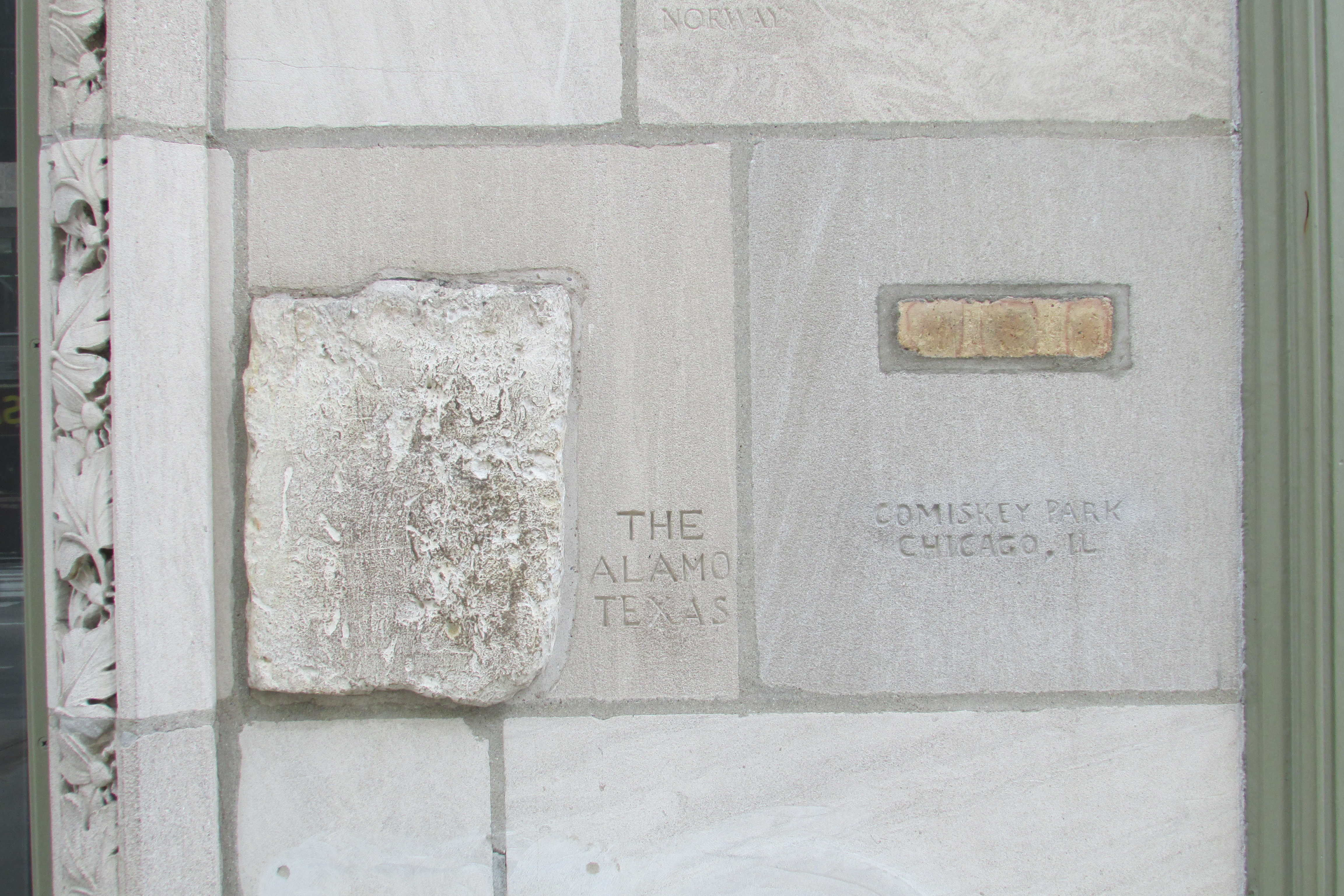
Morceaux du fort Alamo et du Comiskey Park.
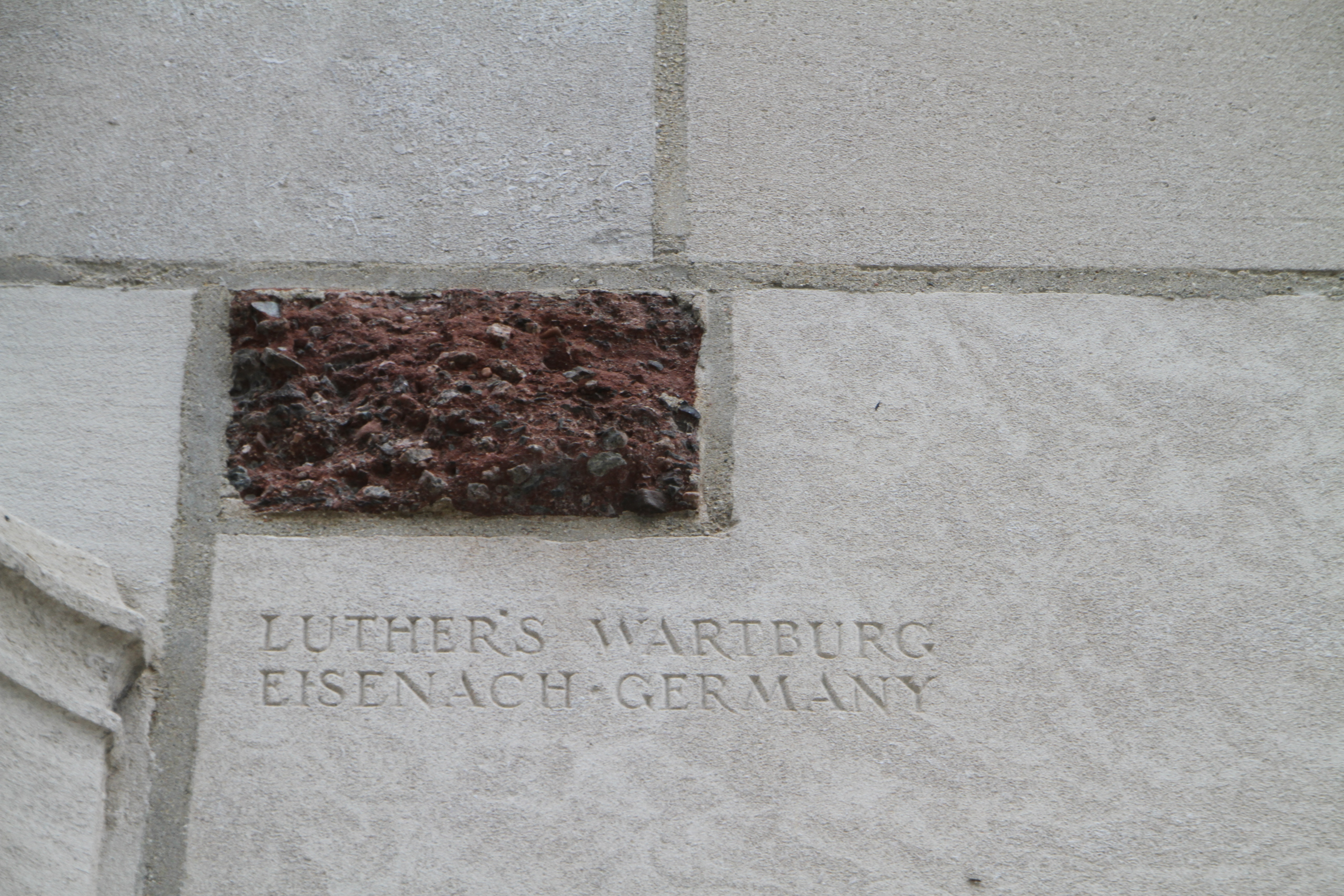
Morceau du château de la Wartbourg.

## Reconversion du bâtiment

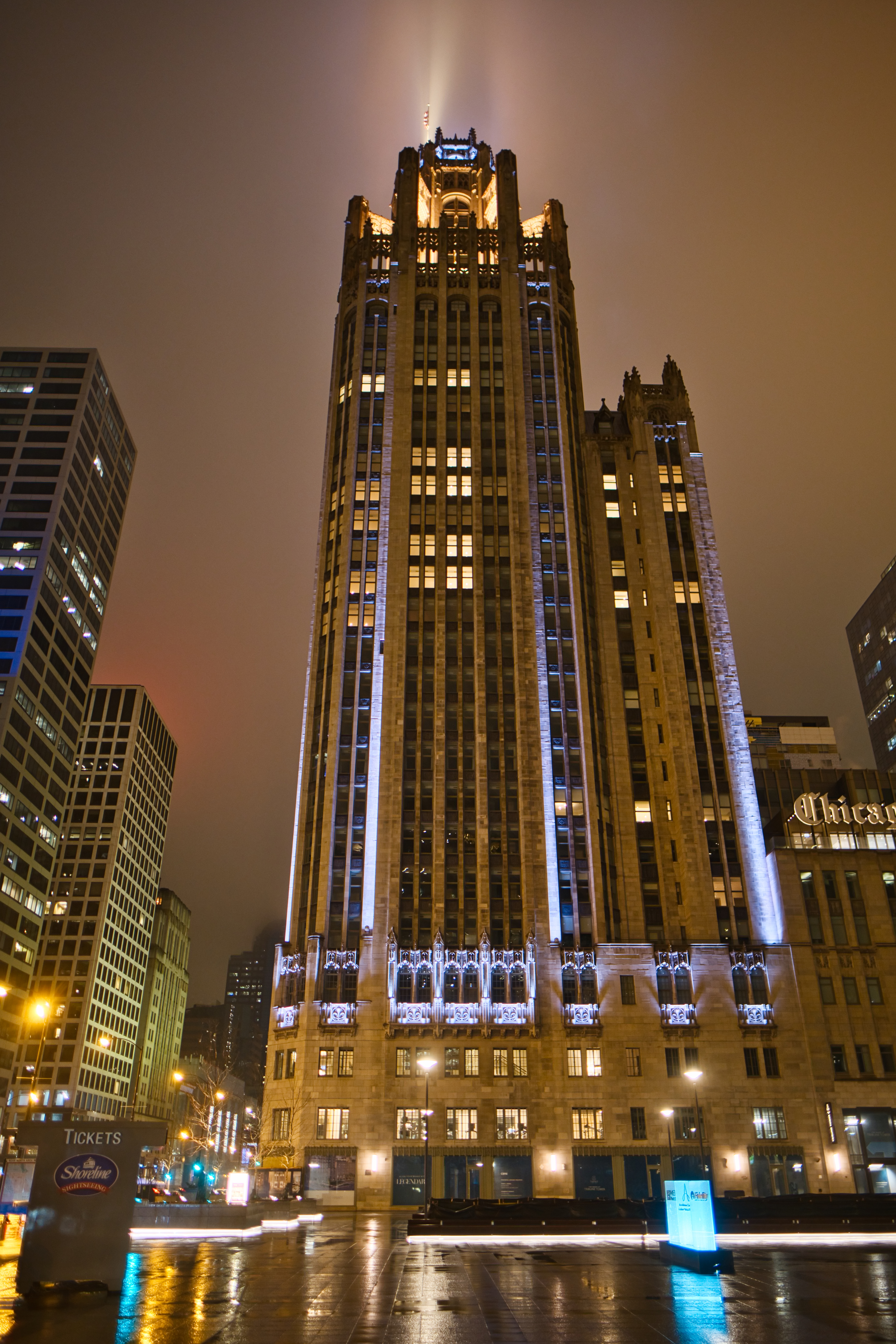
Chaque nuit, la Tribune Tower est mise en valeur par son système d'éclairage (2022).

Le Chicago Tribune, principal locataire de l'immeuble depuis son ouverture, déménagea en juin 2018 afin que l'immeuble soit transformé en condominiums. La reconversion de cette tour de bureaux de 34 étages en 162 unités résidentielles et en copropriété de luxe coûta plus de 500 millions de dollars. Cependant, la conversion rencontra des problèmes juridiques concernant l'enseigne : le Chicago Tribune soutint que l'enseigne est sa propriété intellectuelle, elle ne pouvait donc pas rester sur l'immeuble, mais les promoteurs déclarèrent qu'ils eurent un accord contractuel pour acheter l'enseigne pour le prix symbolique d'un dollar.
L'ancien bureau emblématique du colonel Robert R. McCormick, situé au 24e étage, fut transformé en bureaux. Dans l'ancien parking de la Tribune Tower, il est prévu de construire la Tribune Tower East, un super gratte-ciel qui deviendra à son achèvement le deuxième plus haut de la ville après la Willis Tower. Avec son emplacement idéal le long de l'artère commerçante de Michigan Avenue et de son célèbre Magnificent Mile (bordé de monuments historiques tels que la Chicago Water Tower, la Pumping Station et le Wrigley Building), et à deux pas du secteur financier du Loop, de la rivière Chicago, de la promenade fluviale de la Riverwalk, des centres commerciaux de la Water Tower Place et du 900 North Michigan, des plages du lac Michigan, et de l'attraction touristique de la jetée Navy, le bâtiment est en passe de devenir l'une des adresses les plus recherchées de la ville.
Le projet prévoit également de restaurer la façade historique de la tour, garantissant la préservation de sa stature architecturale, tout en respectant son statut de Chicago Landmark. L'entrée originale et le hall de la tour seront préservés et resteront ouverts au public. La façade commerciale de l'imprimerie d'origine sera également réaménagée.
Quatre étages supplémentaires seront ajoutés sur le côté nord-est au-dessus du bâtiment annexe, offrant un complément moderne en verre aux façades en pierre calcaire existantes. Cet ajout encadrera une nouvelle cour surélevée, offrant un espace vert partagé aux résidents. Un programme complet de commodités de luxe sera dispersé dans tout le bâtiment, y compris plusieurs espaces de détente. Une piscine et une terrasse seront nichées derrière l'enseigne originale du Chicago Tribune, tandis qu'un salon et une série de terrasses seront aménagés au sommet de la tour.

## Dans la culture populaire

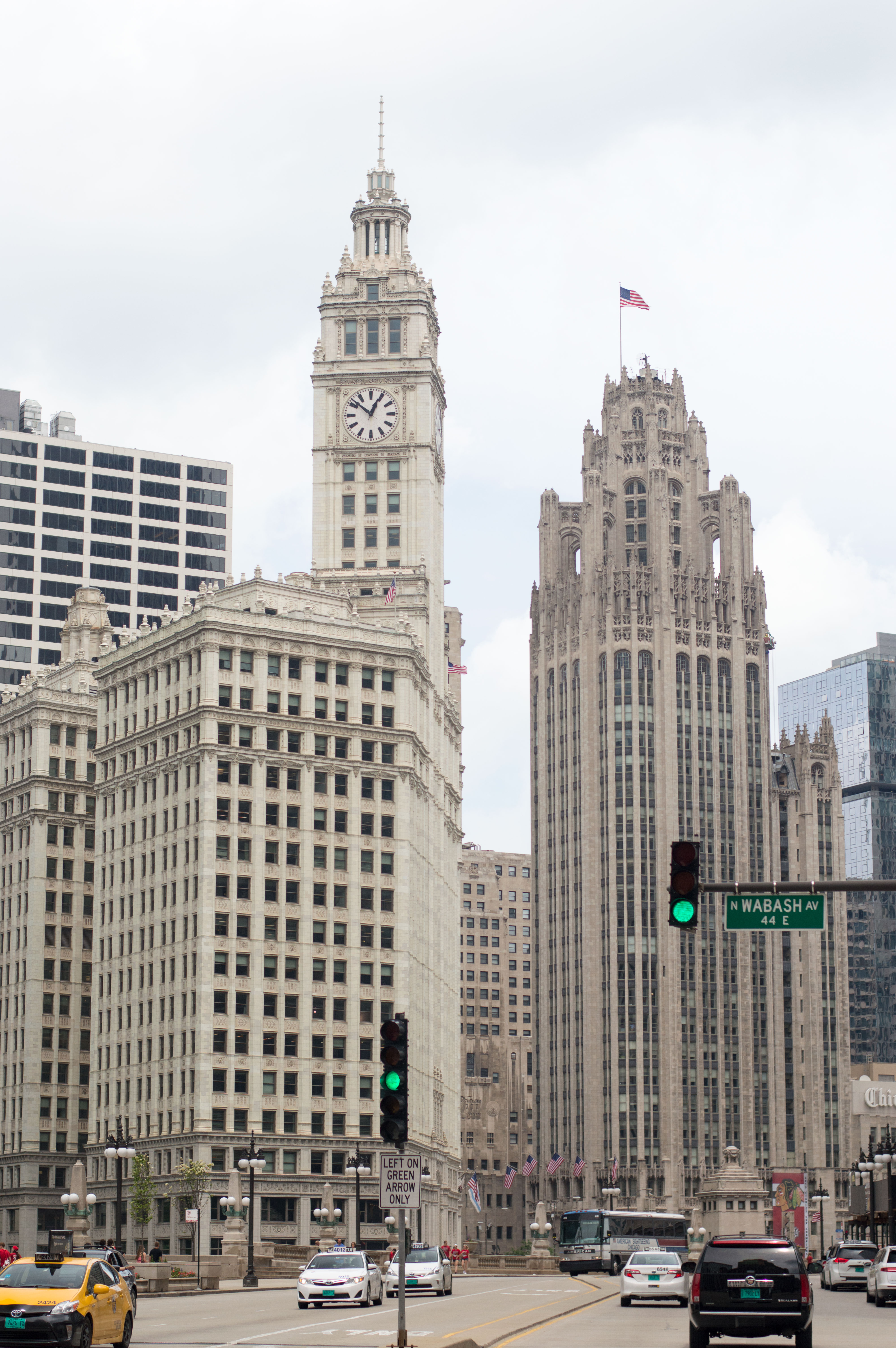
Vue sur le Wrigley Building et la Tribune Tower depuis le pont de Michigan Avenue (2015).

- En 1969, dans le film dramatique Medium Cool réalisé par Haskell Wexler (avec Robert Forster et Verna Bloom) ; la première scène s'ouvre sur une balade à moto dans le centre-ville de Chicago en passant devant le Wrigley Building et la Tribune Tower.
- En 1986, dans le célèbre film pour adolescents La Folle Journée de Ferris Bueller réalisé par John Hughes (avec Matthew Broderick) ; on peut apercevoir un plan sur la Tribune Tower.
- Les 21 et 28 novembre 2007, dans la série télévisée Les Experts : Manhattan (épisode 9 de la saison 4 : One Wedding and a Funeral ; épisode 10 de la saison 4 : The Thing About Heroes) ; des pièces historiques volées dans la Tribune Tower conduisent Mac Taylor (interprété par Gary Sinise) dans sa ville natale de Chicago. Après avoir enquêté sur l'homme qui le harcelait, Taylor trouve un cadavre dans un bureau situé à un étage inutilisé de l'immeuble. Ces deux épisodes furent entièrement tournés à Chicago.
- En 2011, dans le film de science-fiction Transformers 3 : La Face cachée de la Lune réalisé par Michael Bay (avec Shia LaBeouf, Josh Duhamel et Rosie Huntington-Whiteley) ; des tireurs d'élite tirent depuis le 26e étage de la Tribune Tower, juste en dessous des contreforts.
- En 2009, Conan O'Brien a été aperçu sortant de la Tribune Tower lors d'une escale à Chicago alors qu'il se rendait de New York à Los Angeles pour son premier épisode en tant qu'animateur du Tonight Show with Conan O'Brien.
- En 2014, dans le film de science-fiction Transformers : L'Âge de l'extinction réalisé par Michael Bay (avec Mark Wahlberg, Stanley Tucci et Kelsey Grammer) ; la Tribune Tower ainsi que d'autres bâtiments du quartier de Michigan–Wacker Historic District sont partiellement détruits lors d'une bataille entre les Autobots et les Decepticons.
- En 2014, dans le jeu vidéo d'action-aventure et d'infiltration Watch Dogs développé par Ubisoft Reflections ; l'intrigue du jeu se déroule à Chicago et on peut y apercevoir de nombreux bâtiments de la ville dont la Tribune Tower.
- En 2020, dans le jeu vidéo d'action-aventure Mafia: Definitive Edition développé par Hangar 13 ; on peut apercevoir une reproduction fidèle de la Tribune Tower au cœur de la ville fictive de Lost Heaven (calquée sur celle de Chicago).
- En 2022, dans le film The Batman réalisé par Matt Reeves (avec Robert Pattinson) ; la Wayne Tower (bâtiment de Gotham City dans lequel Bruce Wayne grandit), ou du moins son sommet, semble s'inspirer de la Tribune Tower. Dans le film, elle a été placée, grâce à la magie du numérique, à proximité du célèbre Grant Park de Chicago.